# Stalengoed
Het Stalengoed (ook: Staelengoed) is een park ten zuiden van Waterschei en ten oosten van Winterslag, in de stad Genk. Het wordt doorstroomd door de Stiemerbeek.

## Geschiedenis
Oorspronkelijk was dit gebied een leen dat door de Graaf van Loon geschonken werd aan de Heren van Vogelsanck. In de 14e eeuw werd het Windecke genoemd. De huidige Windekestraat verwijst hiernaar. In de 16e eeuw kreeg het goed zijn huidige naam, vernoemd naar de toenmalige eigenaar Jan Stoel of Jan Stoelen.

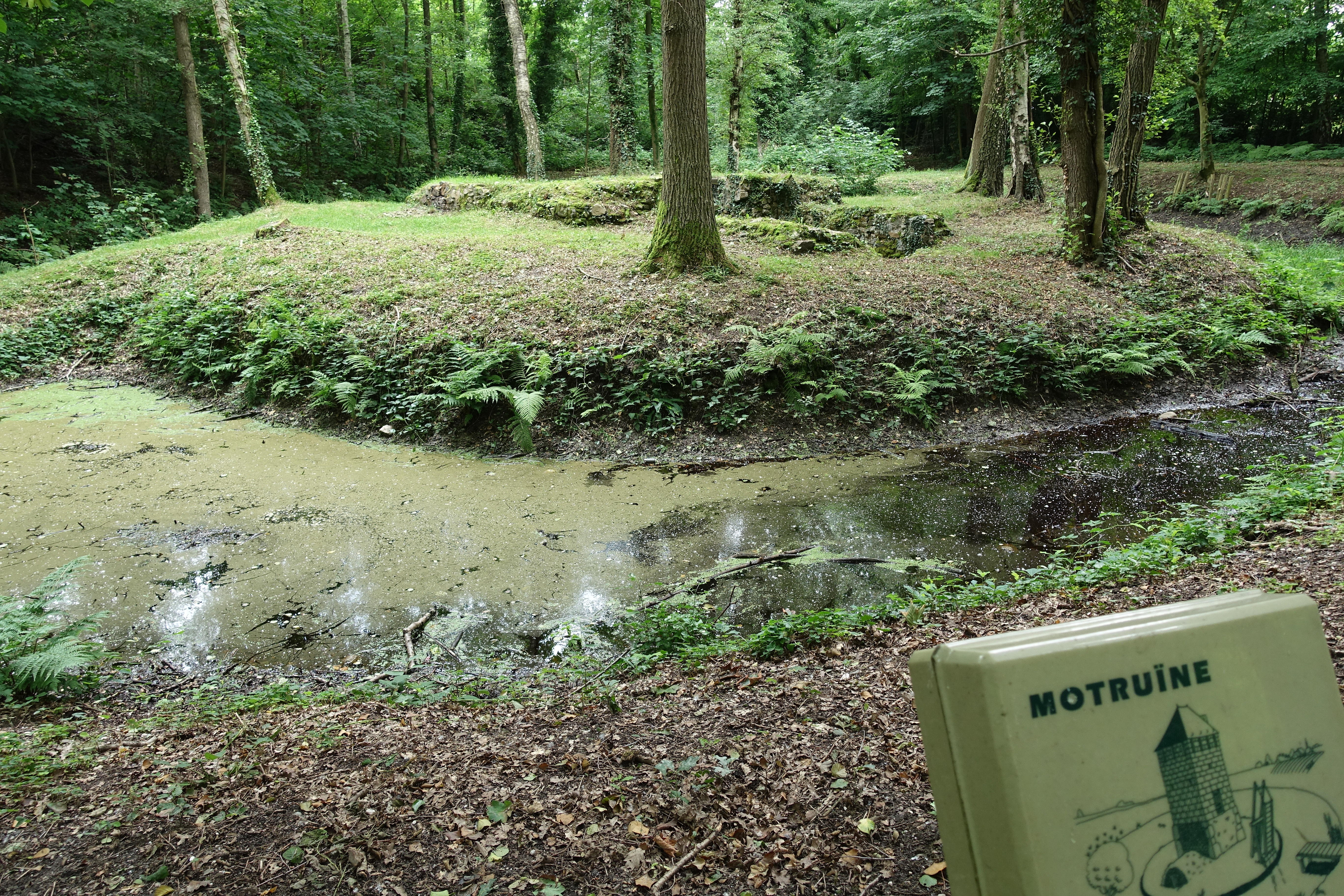
Motruïne Stalengoed Genk

Om het gebied te kunnen verdedigen werd door de heer eind 14e eeuw een kleine donjon gebouwd op een motte, te midden van het toen moerassige gebied. Het moeras werd nog uitgediept en aan één zijde voorzien van een gracht, waarin zich een eilandje bevond ten behoeve van een toegangsbrug.
Het terrein verwilderde, en in 1970 begon men met archeologisch onderzoek. Daarbij kwamen resten van de fundering aan het licht. Het bleek om een vierkante toren te gaan van 4,40 meter bij 6,20 meter. De muurdikte van de stenen onderbouw bedroeg 1,2 meter. De bovenbouw van de toren was van hout en was waarschijnlijk met schaliën bedekt. Bij de opgraving werden deze namelijk op het terrein aangetroffen, tezamen met nokpannen en potscherven.
Ook werd een 17e-eeuwse kelder met tongewelf aangetroffen. Het betreffende gebouwtje is waarschijnlijk als ijskelder in gebruik geweest.
Bij de aanleg van de E314, die het gebied doorsnijdt, werd de locatie van de donjon gespaard.